# Palhano
Palhano es un municipio del estado de Ceará en la región nordeste de Brasil.
Su población, según estimaciones del IBGE de 2018, era de 9.348 habitantes.

## Historia política
La alcaldía fue instalada el 15 de mayo de 1958, siendo designado para responder por la municipalidad João Luiz de Santiago, que permaneció en las funciones hasta el 12 de abril de 1959, cuando fue nombrado alcalde interino de este Municipio Miguel Correia de Oliveira, hasta que se celebraran elecciones municipales.

### Alcaldes electos[5]
| N.º | Alcalde                           | Fecha de elección       | Partido | Mandato | Ref.   |
| --- | --------------------------------- | ----------------------- | ------- | ------- | ------ |
| 1   | João Mateus Sobrinho              | 3 de octubre de 1960    | PSD     | 1       |        |
| 2   | Jacob Severiano da Silva          | 7 de octubre de 1962    | PSD     | 1       |        |
| 3   | João Mateus Sobrinho              | 15 de noviembre de 1966 | ARENA   | 2       |        |
| 4   | Joaquim Barreto                   | 15 de noviembre de 1970 | ARENA   | 1       |        |
| 5   | Jacob Severiano da Silva          | 15 de noviembre de 1972 | MDB     | 2       |        |
| 6   | João Mateus Filho                 | 15 de noviembre de 1976 | ARENA   | 1       |        |
| 7   | Joaquim Miguel de Lima            | 15 de noviembre de 1982 | PDS     | 1       |        |
| 8   | João Mateus Filho                 | 15 de noviembre de 1988 | PDS     | 2       |        |
| 9   | Joaquim Félix Filho               | 3 de octubre de 1992    | PSDB    | 1       |        |
| 10  | João Mateus Filho                 | 3 de octubre de 1996    | PPB     | 3       |        |
| 11  | Francisco Lucilane de Moura       | 1 de octubre de 2000    | PSDB    | 1       | [ 6 ]  |
| 12  | Francisco Lucilane de Moura       | 3 de octubre de 2004    | PSDB    | 2       | [ 6 ]  |
| 13  | Francisco Nilson Freitas          | 5 de octubre de 2008    | PSDB    | 1       | [ 7 ]  |
| 14  | Francisco Nilson Freitas          | 7 de octubre de 2012    | PSD     | 2       | [ 8 ]  |
| 15  | Ivanildo Nunes da Silva "Dinho"   | 2 de octubre de 2016    | PT      | 1       | [ 9 ]  |
| 16  | Ivanildo Nunes da Silva "Dinho"   | 15 de noviembre de 2020 | PT      | 2       | [ 10 ] |
| 17  | José Luciano Silva "José do Lalá" | 5 de febrero de 2023    | PT      | 1       | [ 11 ] |
| 18  | José Luciano Silva "José do Lalá" | 6 de octubre de 2024    | PT      | 2       | [ 12 ] |

## Origen del nombre Palhano
Hay una gran duda sobre el origen del nombre Palhano que viene del antiguo nombre Cruz do Palhano, puede ser un homenaje al arroyo (Riacho da Cruz) y al apellido del primer habitante (Teniente Coronel Esteban de Souza Palhano) o por el mito popular de José de Palhano y el Crucero por él enclavado y bendecido por el Frei David en una de sus misiones en el año 1901. Muchos atribuyen el nombre del municipio a la paja oriunda de la carnaubeira, vegetal de existencia abundante en la región. Otros apuntan el paso de la familia Palhano por la región como la causa de la nomenclatura.

## Geografía
Límites geográficos de Palhano:
- Al norte limita con Beberibe.
- Al Nordeste con la ciudad de Aracati.
- Al este, con Itaiçaba.
- Al Sudeste con la ciudad de Jaguaruana.
- Al sur, oeste y noroeste con la ciudad de Russas.

## Educación
El municipio de Palhano cuenta con 10 escuelas de Enseñanza Fundamental y una escuela de Enseñanza Media. La red municipal de educación cuenta con aproximadamente 400 alumnos en la educación infantil, 1.300 alumnos en la educación fundamental y 160 alumnos en la Educación de Jóvenes y Adultos:
- EEF. Mateus Sobrinho (SEDE)
- EEF. Padre Severino Xavier (SEDE)
- EEF. Joselita Santiago do Amaral (Canto da Cruz)
- EEF. Josefa Maria da Natividade (Lagoa da Telha)
- EEF. Adelino da Silva (Almas)
- EEF. José Nunes Sobrinho (Barbada)
- EEF. Mateus Sobrinho (Jurema)
- EEF. Francisco Silvestre de Oliveira (Cajueiro)
- EEF. Francisco Domingos da Silva (Feijão Bravo)
- EEF. Raimundo Nogueira Barros (Distrito São José)
- EEM. José Francisco de Moura (SEDE)